# Senatori della XV legislatura della Repubblica Italiana
Questo elenco riporta i nomi dei senatori della XV legislatura della Repubblica Italiana dopo le elezioni politiche del 2006.

## Consistenza dei gruppi
| Gruppi                                       | Inizio | 2006 | 2007 | 2008 |
| -------------------------------------------- | ------ | ---- | ---- | ---- |
| L'Ulivo / Partito Democratico                | 108    | 101  | 83   | 84   |
| Forza Italia                                 | 77     | 71   | 73   | 73   |
| Alleanza Nazionale                           | 41     | 41   | 37   | 37   |
| Rifondazione Comunista                       | 27     | 27   | 26   | 26   |
| Unione dei Democratici Cristiani e di Centro | 21     | 20   | 20   | 18   |
| Lega Nord                                    | 13     | 13   | 12   | 12   |
| Insieme con l'Unione                         | 11     | 11   | 10   | 10   |
| DCA-PRI-MPA                                  | -      | 10   | 10   | 10   |
| Per le Autonomie                             | -      | 10   | 10   | 10   |
| Sinistra Democratica                         | -      | -    | 10   | 10   |
| Gruppo misto                                 | 24     | 18   | 31   | 32   |
| • Italia dei Valori                          | 5      | 4    | 3    | 3    |
| • Unione Democratici per l'Europa            | 3      | 3    | 3    | 2    |
| • Partito Democratico Meridionale            | 1      | 1    | 1    | 1    |
| • Per le Autonomie                           | 4      | -    | -    | -    |
| • Democrazia Cristiana per le Autonomie      | 2      | -    | -    | -    |
| • Movimento per l'Autonomia                  | 2      | -    | -    | -    |
| • Italia di Mezzo                            | -      | 1    | -    | -    |
| • Italiani nel Mondo                         | -      | 1    | 1    | 1    |
| • La Destra                                  | -      | -    | 3    | 3    |
| • Costituente Socialista                     | -      | -    | 3    | 3    |
| • Liberal Democratici                        | -      | -    | 3    | 3    |
| • Unione Democratica                         | -      | -    | 2    | 2    |
| • Movimento Politico dei Cittadini           | -      | -    | 1    | 1    |
| • Sinistra Critica                           | -      | -    | 1    | 1    |
| • Movimento Federativo Civico Popolare       | -      | -    | -    | 1    |
| • Verso il PPE                               | -      | -    | -    | 1    |
| • Non iscritti                               | 7      | 8    | 10   | 10   |
| Totale                                       | 322    | 322  | 322  | 322  |

## Composizione storica
| Nominativo                         | Circoscrizione                          | Gruppo (lista)                          |
| ---------------------------------- | --------------------------------------- | --------------------------------------- |
| Benedetto Adragna                  | Sicilia                                 | L'Ulivo (DL)                            |
| Maria Elisabetta Alberti Casellati | Veneto                                  | FI                                      |
| Martino Albonetti                  | Emilia-Romagna                          | PRC                                     |
| Daniela Alfonzi                    | Piemonte                                | PRC                                     |
| Laura Allegrini                    | Lazio                                   | AN                                      |
| Salvatore Allocca                  | Toscana                                 | PRC                                     |
| Silvana Amati                      | Marche                                  | L'Ulivo (DS)                            |
| Paolo Amato                        | Toscana                                 | FI                                      |
| Giulio Andreotti                   | A vita                                  | Misto                                   |
| Gavino Angius                      | Abruzzo                                 | L'Ulivo (DS)                            |
| Roberto Antonione                  | Friuli-Venezia Giulia                   | FI                                      |
| Franco Asciutti                    | Umbria                                  | FI                                      |
| Andrea Augello                     | Lazio                                   | AN                                      |
| Antonio Azzollini                  | Puglia                                  | FI                                      |
| Mario Baccini                      | Lazio                                   | UDC                                     |
| Emanuela Baio Dossi                | Lombardia                               | L'Ulivo (DL)                            |
| Alberto Balboni                    | Emilia-Romagna                          | AN                                      |
| Mario Baldassarri                  | Marche                                  | AN                                      |
| Massimo Baldini                    | Toscana                                 | FI                                      |
| Egidio Banti                       | Liguria                                 | L'Ulivo (DL)                            |
| Vincenzo Barba                     | Puglia                                  | FI                                      |
| Tommaso Barbato                    | Campania                                | Misto/Udeur                             |
| Roberto Barbieri                   | Campania                                | L'Ulivo (DS)                            |
| Giuliano Barbolini                 | Emilia-Romagna                          | L'Ulivo (DS)                            |
| Paolo Barelli                      | Lazio                                   | FI                                      |
| Fiorenza Bassoli                   | Lombardia                               | L'Ulivo (DS)                            |
| Antonio Battaglia                  | Sicilia                                 | AN                                      |
| Giovanni Battaglia                 | Sicilia                                 | L'Ulivo (DS)                            |
| Giovanni Bellini                   | Toscana                                 | L'Ulivo (DS)                            |
| Giorgio Benvenuto                  | Piemonte                                | L'Ulivo (DS)                            |
| Filippo Berselli                   | Emilia-Romagna                          | AN                                      |
| Giampaolo Bettamio                 | Emilia-Romagna                          | FI                                      |
| Goffredo Bettini                   | Lazio                                   | L'Ulivo (DS)                            |
| Enzo Bianco                        | Sicilia                                 | L'Ulivo (DL)                            |
| Laura Bianconi                     | Emilia-Romagna                          | FI                                      |
| Paola Binetti                      | Lombardia                               | L'Ulivo (DL)                            |
| Alfredo Biondi                     | Liguria                                 | FI                                      |
| Luigi Bobba                        | Puglia                                  | L'Ulivo (DL)                            |
| Antonio Boccia                     | Basilicata                              | L'Ulivo (DL)                            |
| Maria Luisa Boccia                 | Lombardia                               | PRC                                     |
| Paolo Bodini                       | Lombardia                               | L'Ulivo (DS)                            |
| Salvatore Bonadonna                | Lazio                                   | PRC                                     |
| Anna Cinzia Bonfrisco              | Veneto                                  | FI                                      |
| Willer Bordon                      | Friuli-Venezia Giulia                   | L'Ulivo (DL)                            |
| Giorgio Bornacin                   | Liguria                                 | AN                                      |
| Daniele Bosone                     | Lombardia                               | L'Ulivo (DL)                            |
| Lidia Brisca Menapace              | Friuli-Venezia Giulia                   | PRC                                     |
| Franco Bruno                       | Calabria                                | L'Ulivo (DL)                            |
| Massimo Brutti                     | Campania                                | L'Ulivo (DS)                            |
| Paolo Brutti                       | Umbria                                  | L'Ulivo (DS)                            |
| Filippo Bubbico                    | Basilicata                              | L'Ulivo (DS)                            |
| Emilio Nicola Buccico              | Basilicata                              | AN                                      |
| Mauro Bulgarelli                   | Sardegna                                | Insieme con l'Unione                    |
| Maria Burani Procaccini            | Lazio                                   | FI                                      |
| Alessio Butti                      | Lombardia                               | AN                                      |
| Rocco Buttiglione                  | Lombardia                               | UDC                                     |
| Antonello Cabras                   | Sardegna                                | L'Ulivo (DS)                            |
| Giuseppe Caforio                   | Puglia                                  | Misto/IdV                               |
| Roberto Calderoli                  | Piemonte                                | LN (LN-MPA)                             |
| Guido Calvi                        | Marche                                  | L'Ulivo (DS)                            |
| Giulio Camber                      | Friuli-Venezia Giulia                   | FI                                      |
| Gianpiero Carlo Cantoni            | Lombardia                               | FI                                      |
| Giovanna Capelli                   | Lombardia                               | PRC                                     |
| Milziade Caprili                   | Toscana                                 | PRC                                     |
| Anna Maria Carloni                 | Campania                                | L'Ulivo (DS)                            |
| Valerio Carrara                    | Lombardia                               | FI                                      |
| Antonino Caruso                    | Lombardia                               | AN                                      |
| Francesco Casoli                   | Marche                                  | FI                                      |
| Felice Casson                      | Veneto                                  | L'Ulivo (DS)                            |
| Roberto Castelli                   | Lombardia                               | LN (LN-MPA)                             |
| Roberto Centaro                    | Sicilia                                 | FI                                      |
| Amedeo Ciccanti                    | Marche                                  | UDC                                     |
| Angelo Maria Cicolani              | Lazio                                   | FI                                      |
| Ombretta Colli                     | Lombardia                               | FI                                      |
| Giovanni Collino                   | Friuli-Venezia Giulia                   | AN                                      |
| Emilio Colombo                     | A vita                                  | Misto                                   |
| Furio Colombo                      | Lombardia                               | L'Ulivo (DS)                            |
| Romano Comincioli                  | Lombardia                               | FI                                      |
| Giovanni Confalonieri              | Lombardia                               | PRC                                     |
| Gennaro Coronella                  | Campania                                | AN                                      |
| Francesco Cossiga                  | A vita                                  | Misto                                   |
| Armando Cossutta                   | Emilia-Romagna                          | Insieme con l'Unione                    |
| Rosario Giorgio Costa              | Puglia                                  | FI                                      |
| Salvatore Cuffaro                  | Sicilia                                 | UDC                                     |
| Cesare Cursi                       | Lazio                                   | AN                                      |
| Euprepio Curto                     | Puglia                                  | AN                                      |
| Stefano Cusumano                   | Campania                                | Misto/Udeur                             |
| Mauro Cutrufo                      | Puglia                                  | Misto/DCA (FI)                          |
| Antonio D'Alì                      | Sicilia                                 | FI                                      |
| Gerardo D'Ambrosio                 | Lombardia                               | L'Ulivo (DS)                            |
| Natale D'Amico                     | Toscana                                 | L'Ulivo (DL)                            |
| Franco Danieli                     | Lombardia                               | L'Ulivo (DL)                            |
| Michelino Davico                   | Piemonte                                | LN (LN-MPA)                             |
| Marcello De Angelis                | Abruzzo                                 | AN                                      |
| Sergio De Gregorio                 | Campania                                | Misto/IdV                               |
| Loredana De Petris                 | Lazio                                   | Insieme con l'Unione                    |
| Antonio De Poli                    | Veneto                                  | UDC                                     |
| Andrea Carmine De Simone           | Campania                                | L'Ulivo (DS)                            |
| José Luiz Del Roio                 | Lombardia                               | PRC                                     |
| Marcello Dell'Utri                 | Lombardia                               | FI                                      |
| Mariano Delogu                     | Sardegna                                | AN                                      |
| Giuseppe Di Lello Finuoli          | Abruzzo                                 | PRC                                     |
| Piero Di Siena                     | Basilicata                              | L'Ulivo (DS)                            |
| Lamberto Dini                      | Toscana                                 | L'Ulivo (DL)                            |
| Francesco Divella                  | Puglia                                  | AN                                      |
| Sergio Divina                      | Trentino-Alto Adige (Trento)            | LN (Casa delle Libertà)                 |
| Anna Donati                        | Veneto                                  | Insieme con l'Unione                    |
| Francesco D'Onofrio                | Veneto                                  | UDC                                     |
| Erminia Emprin                     | Marche                                  | PRC                                     |
| Federico Enriques                  | Emilia-Romagna                          | L'Ulivo (DS)                            |
| Maurizio Eufemi                    | Piemonte                                | UDC                                     |
| Massimo Fantola                    | Sardegna                                | UDC                                     |
| Bartolo Fazio                      | Sicilia                                 | L'Ulivo (DL)                            |
| Claudio Fazzone                    | Lazio                                   | FI                                      |
| Francesco Ferrante                 | Umbria                                  | L'Ulivo (DL)                            |
| Mario Francesco Ferrara            | Sicilia                                 | FI                                      |
| Marco Filippi                      | Toscana                                 | L'Ulivo (DS)                            |
| Anna Finocchiaro                   | Sicilia                                 | L'Ulivo (DS)                            |
| Giuseppe Firrarello                | Sicilia                                 | FI                                      |
| Domenico Fisichella                | Lazio                                   | L'Ulivo (DL)                            |
| Andrea Fluttero                    | Piemonte                                | AN                                      |
| Marco Follini                      | Campania                                | UDC                                     |
| Carlo Fontana                      | Lombardia                               | L'Ulivo (DS)                            |
| Roberto Formigoni                  | Lombardia                               | FI                                      |
| Aniello Formisano                  | Umbria                                  | Misto/IdV (DS)                          |
| Michele Forte                      | Lazio                                   | UDC                                     |
| Paolo Franco                       | Veneto                                  | LN (LN-MPA)                             |
| Vittoria Franco                    | Toscana                                 | L'Ulivo (DS)                            |
| Dario Fruscio                      | Lombardia                               | LN (LN-MPA)                             |
| Pietro Fuda                        | Calabria                                | Misto/PDM (Consumatori)                 |
| Albertino Gabana                   | Friuli-Venezia Giulia                   | LN (LN-MPA)                             |
| Rina Gagliardi                     | Lazio                                   | PRC                                     |
| Giancarlo Galan                    | Veneto                                  | FI                                      |
| Guido Galardi                      | Lombardia                               | L'Ulivo (DS)                            |
| Dario Galli                        | Lombardia                               | LN (LN-MPA)                             |
| Costantino Garraffa                | Sicilia                                 | L'Ulivo (DS)                            |
| Mario Gasbarri                     | Lazio                                   | L'Ulivo (DS)                            |
| Antonio Gentile                    | Calabria                                | FI                                      |
| Niccolò Ghedini                    | Veneto                                  | FI                                      |
| Enzo Ghigo                         | Piemonte                                | FI                                      |
| Fabio Giambrone                    | Sicilia                                 | Misto/IdV                               |
| Fosco Giannini                     | Calabria                                | PRC                                     |
| Paolo Giaretta                     | Veneto                                  | L'Ulivo (DL)                            |
| Antonio Girfatti                   | Campania                                | FI                                      |
| Pasquale Giuliano                  | Campania                                | FI                                      |
| Domenico Gramazio                  | Lazio                                   | AN                                      |
| Claudio Grassi                     | Emilia-Romagna                          | PRC                                     |
| Luigi Grillo                       | Lombardia                               | FI                                      |
| Renato Guerino Turano              | Estero                                  | L'Ulivo (L'Unione)                      |
| Paolo Guzzanti                     | Lazio                                   | FI                                      |
| Raffaele Iannuzzi                  | Campania                                | FI                                      |
| Angelo Michele Iorio               | Molise                                  | FI                                      |
| Nuccio Iovene                      | Calabria                                | L'Ulivo (DS)                            |
| Cosimo Izzo                        | Campania                                | FI                                      |
| Salvatore Ladu                     | Sardegna                                | L'Ulivo (DL)                            |
| Nicola Latorre                     | Puglia                                  | L'Ulivo (DS)                            |
| Giovanni Legnini                   | Abruzzo                                 | L'Ulivo (DS)                            |
| Giuseppe Leoni                     | Lombardia                               | LN (LN-MPA)                             |
| Rita Levi-Montalcini               | A vita                                  | Misto                                   |
| Mauro Libè                         | Emilia-Romagna                          | UDC                                     |
| Santo Liotta                       | Sicilia                                 | PRC                                     |
| Massimo Livi Bacci                 | Toscana                                 | L'Ulivo (DS)                            |
| Antonio Lorusso                    | Puglia                                  | FI                                      |
| Stefano Losurdo                    | Lombardia                               | AN                                      |
| Pietro Lunardi                     | Emilia-Romagna                          | FI                                      |
| Luigi Lusi                         | Veneto                                  | L'Ulivo (DL)                            |
| Antonio Maccanico                  | Campania                                | L'Ulivo (DL)                            |
| Graziano Maffioli                  | Lombardia                               | UDC                                     |
| Marina Magistrelli                 | Marche                                  | L'Ulivo (DL)                            |
| Beatrice Maria Magnolfi            | Toscana                                 | L'Ulivo (DS)                            |
| Luigi Malabarba                    | Liguria                                 | PRC                                     |
| Lucio Malan                        | Piemonte                                | FI                                      |
| Franco Malvano                     | Campania                                | FI                                      |
| Nicola Mancino                     | Campania                                | L'Ulivo (DL)                            |
| Luigi Maninetti                    | Lombardia                               | UDC                                     |
| Calogero Mannino                   | Sicilia                                 | UDC                                     |
| Alfredo Mantica                    | Lombardia                               | AN                                      |
| Alfredo Mantovano                  | Puglia                                  | AN                                      |
| Ignazio Manunza                    | Sardegna                                | FI                                      |
| Andrea Manzella                    | Emilia-Romagna                          | L'Ulivo (DS)                            |
| Roberto Manzione                   | Campania                                | L'Ulivo (DL)                            |
| Luca Marconi                       | Puglia                                  | UDC                                     |
| Franco Marini                      | Abruzzo                                 | L'Ulivo (DL)                            |
| Giulio Marini                      | Lazio                                   | FI                                      |
| Ignazio Marino                     | Lazio                                   | L'Ulivo (DS)                            |
| Alberto Maritati                   | Puglia                                  | L'Ulivo (DS)                            |
| Ugo Martinat                       | Piemonte                                | AN                                      |
| Francesco Martone                  | Sardegna                                | PRC                                     |
| Augusto Massa                      | Molise                                  | L'Ulivo (L'Ulivo)                       |
| Piergiorgio Massidda               | Sardegna                                | FI                                      |
| Clemente Mastella                  | Calabria                                | Misto/Udeur                             |
| Altero Matteoli                    | Toscana                                 | AN                                      |
| Giovanni Mauro                     | Sicilia                                 | FI                                      |
| Graziano Giorgio Mazzarello        | Liguria                                 | L'Ulivo (DS)                            |
| Giorgio Mele                       | Lazio                                   | L'Ulivo (DS)                            |
| Giuseppe Menardi                   | Piemonte                                | AN                                      |
| Vidmer Mercatali                   | Emilia-Romagna                          | L'Ulivo (DS)                            |
| Claudio Micheloni                  | Estero                                  | L'Ulivo (L'Unione)                      |
| Claudio Molinari                   | Trentino-Alto Adige (Rovereto)          | L'Ulivo (SVP - L'Unione)                |
| Sandra Monacelli                   | Umbria                                  | UDC                                     |
| Colomba Mongiello                  | Puglia                                  | L'Ulivo (DS)                            |
| Accursio Montalbano                | Sicilia                                 | L'Ulivo (DS)                            |
| Esterino Montino                   | Lazio                                   | L'Ulivo (DS)                            |
| Enrico Morando                     | Veneto                                  | L'Ulivo (DS)                            |
| Gianfranco Morgando                | Piemonte                                | L'Ulivo (DL)                            |
| Carmelo Morra                      | Puglia                                  | FI                                      |
| Stefano Morselli                   | Emilia-Romagna                          | AN                                      |
| Franco Mugnai                      | Toscana                                 | AN                                      |
| Domenico Nania                     | Sicilia                                 | AN                                      |
| Giorgio Napolitano                 | A vita                                  | L'Ulivo                                 |
| Maria Celeste Nardini              | Puglia                                  | PRC                                     |
| Giuseppe Naro                      | Sicilia                                 | UDC                                     |
| Magda Negri                        | Piemonte                                | L'Ulivo (DS)                            |
| Pasquale Nessa                     | Puglia                                  | FI                                      |
| Gianni Nieddu                      | Sardegna                                | L'Ulivo (DS)                            |
| Emiddio Novi                       | Campania                                | FI                                      |
| Manuela Palermi                    | Toscana                                 | Insieme con l'Unione                    |
| Anna Maria Palermo                 | Basilicata                              | PRC                                     |
| Luigi Pallaro                      | Estero                                  | Misto (AISA)                            |
| Nitto Francesco Palma              | Lombardia                               | FI                                      |
| Antonino Papania                   | Sicilia                                 | L'Ulivo (DL)                            |
| Antonio Paravia                    | Campania                                | AN                                      |
| Giorgio Pasetto                    | Lazio                                   | L'Ulivo (DL)                            |
| Andrea Pastore                     | Abruzzo                                 | FI                                      |
| Marco Pecoraro Scanio              | Campania                                | Insieme con l'Unione                    |
| Carlo Pegorer                      | Friuli-Venezia Giulia                   | L'Ulivo (DS)                            |
| Maria Agostina Pellegatta          | Lombardia                               | Insieme con l'Unione                    |
| Marcello Pera                      | Emilia-Romagna                          | FI                                      |
| Carlo Perrin                       | Aosta                                   | Misto/Per le Autonomie (ALD)            |
| Oskar Peterlini                    | Trentino-Alto Adige (Bolzano)           | Misto/Per le Autonomie (SVP - L'Unione) |
| Enrico Pianetta                    | Lombardia                               | FI                                      |
| Lorenzo Piccioni                   | Piemonte                                | FI                                      |
| Filippo Piccone                    | Abruzzo                                 | FI                                      |
| Leana Pignedoli                    | Emilia-Romagna                          | L'Ulivo (DS)                            |
| Sergio Pininfarina                 | A vita                                  | Misto                                   |
| Roberto Pinza                      | Emilia-Romagna                          | L'Ulivo (DL)                            |
| Manfred Pinzger                    | Trentino-Alto Adige (Merano)            | Misto/Per le Autonomie (SVP)            |
| Ettore Pietro Pirovano             | Lombardia                               | LN (LN-MPA)                             |
| Silvana Pisa                       | Lazio                                   | L'Ulivo (DS)                            |
| Beppe Pisanu                       | Campania                                | FI                                      |
| Giovanni Pistorio                  | Sicilia                                 | Misto/MPA (LN-MPA)                      |
| Giancarlo Pittelli                 | Calabria                                | FI                                      |
| Nedo Lorenzo Poli                  | Toscana                                 | UDC                                     |
| Antonio Polito                     | Campania                                | L'Ulivo (DL)                            |
| Edoardo Pollastri                  | Estero                                  | L'Ulivo (L'Unione)                      |
| Massimo Polledri                   | Emilia-Romagna                          | LN (LN-MPA)                             |
| Francesco Pontone                  | Campania                                | AN                                      |
| Guido Possa                        | Lombardia                               | FI                                      |
| Giovanni Procacci                  | Puglia                                  | L'Ulivo (DL)                            |
| Gaetano Quagliariello              | Toscana                                 | FI                                      |
| Franca Rame                        | Piemonte                                | Misto/IdV                               |
| Luigi Ramponi                      | Veneto                                  | AN                                      |
| Nino Randazzo                      | Estero                                  | L'Ulivo (L'Unione)                      |
| Andrea Ranieri                     | Liguria                                 | L'Ulivo (DS)                            |
| Antonella Rebuzzi                  | Estero                                  | FI                                      |
| Natale Ripamonti                   | Lombardia                               | Insieme con l'Unione                    |
| Giorgio Roilo                      | Lombardia                               | L'Ulivo (DS)                            |
| Edo Ronchi                         | Veneto                                  | L'Ulivo (DS)                            |
| Sabina Rossa                       | Liguria                                 | L'Ulivo (DS)                            |
| Fernando Rossi                     | Marche                                  | Insieme con l'Unione                    |
| Paolo Rossi                        | Lombardia                               | L'Ulivo (DL)                            |
| Gianfranco Rotondi                 | Lombardia                               | Misto/DCA (FI)                          |
| Simonetta Rubinato                 | Veneto                                  | L'Ulivo (DL)                            |
| Salvatore Ruggeri                  | Puglia                                  | UDC                                     |
| Giovanni Russo Spena               | Sicilia                                 | PRC                                     |
| Maurizio Sacconi                   | Veneto                                  | FI                                      |
| Maurizio Saia                      | Veneto                                  | AN                                      |
| Cesare Salvi                       | Puglia                                  | L'Ulivo (DS)                            |
| Giacomo Santini                    | Trentino-Alto Adige (Pergine Valsugana) | FI (Casa delle Libertà)                 |
| Learco Saporito                    | Umbria                                  | AN                                      |
| Giuseppe Saro                      | Liguria                                 | Misto/MPA (FI)                          |
| Giuseppe Scalera                   | Campania                                | L'Ulivo (DL)                            |
| Oscar Luigi Scalfaro               | A vita                                  | Misto                                   |
| Aldo Scarabosio                    | Piemonte                                | FI                                      |
| Paolo Scarpa Bonazza Buora         | Veneto                                  | FI                                      |
| Lido Scarpetti                     | Toscana                                 | L'Ulivo (DS)                            |
| Renato Schifani                    | Sicilia                                 | FI                                      |
| Luigi Scotti                       | Lombardia                               | FI                                      |
| Gustavo Selva                      | Veneto                                  | AN                                      |
| Anna Maria Serafini                | Veneto                                  | L'Ulivo (DS)                            |
| Gianpaolo Silvestri                | Lombardia                               | Insieme con l'Unione                    |
| Giannicola Sinisi                  | Puglia                                  | L'Ulivo (DL)                            |
| Tommaso Sodano                     | Campania                                | PRC                                     |
| Albertina Soliani                  | Emilia-Romagna                          | L'Ulivo (DL)                            |
| Lucio Stanca                       | Piemonte                                | FI                                      |
| Stefano Stefani                    | Veneto                                  | LN (LN-MPA)                             |
| Egidio Sterpa                      | Lombardia                               | FI                                      |
| Piergiorgio Stiffoni               | Veneto                                  | LN (LN-MPA)                             |
| Francesco Storace                  | Lazio                                   | AN                                      |
| Giorgio Clelio Stracquadanio       | Campania                                | FI                                      |
| Nino Strano                        | Sicilia                                 | AN                                      |
| Vincenzo Taddei                    | Basilicata                              | FI                                      |
| Raffaele Tecce                     | Campania                                | PRC                                     |
| Helga Thaler Ausserhofer           | Trentino-Alto Adige (Bressanone)        | Misto/Per le Autonomie (SVP)            |
| Dino Tibaldi                       | Piemonte                                | Insieme con l'Unione                    |
| Oreste Tofani                      | Lazio                                   | AN                                      |
| Antonio Tomassini                  | Lombardia                               | FI                                      |
| Giorgio Tonini                     | Trentino-Alto Adige (Trento)            | L'Ulivo (SVP - L'Unione)                |
| Achille Totaro                     | Toscana                                 | AN                                      |
| Gino Trematerra                    | Calabria                                | UDC                                     |
| Tiziano Treu                       | Veneto                                  | L'Ulivo (DL)                            |
| Livia Turco                        | Piemonte                                | L'Ulivo (DS)                            |
| Franco Turigliatto                 | Piemonte                                | PRC                                     |
| Giuseppe Valditara                 | Lombardia                               | AN                                      |
| Giuseppe Valentino                 | Calabria                                | AN                                      |
| Tiziana Valpiana                   | Veneto                                  | PRC                                     |
| Olimpia Vano                       | Campania                                | PRC                                     |
| Giuseppe Vegas                     | Piemonte                                | FI                                      |
| Cosimo Ventucci                    | Lazio                                   | FI                                      |
| Gianni Vernetti                    | Piemonte                                | L'Ulivo (DL)                            |
| Guido Viceconte                    | Basilicata                              | FI                                      |
| Pasquale Viespoli                  | Campania                                | AN                                      |
| Rosa Maria Villecco Calipari       | Calabria                                | L'Ulivo (DS)                            |
| Massimo Villone                    | Campania                                | L'Ulivo (DS)                            |
| Walter Vitali                      | Emilia-Romagna                          | L'Ulivo (DS)                            |
| Carlo Vizzini                      | Sicilia                                 | FI                                      |
| Luigi Zanda                        | Lazio                                   | L'Ulivo (DL)                            |
| Tomaso Zanoletti                   | Piemonte                                | UDC                                     |
| Valerio Zanone                     | Lombardia                               | L'Ulivo (DL)                            |
| Sergio Zavoli                      | Emilia-Romagna                          | L'Ulivo (DS)                            |
| Guido Ziccone                      | Sicilia                                 | FI                                      |
| Stefano Zuccherini                 | Umbria                                  | PRC                                     |

## Surrogazione dei candidati plurieletti
Di seguito i senatori plurieletti in più circoscrizioni e i relativi senatori surroganti.
| Lista                | Plurieletto           | Opzione               | Surrogante                | Circoscrizione |
| -------------------- | --------------------- | --------------------- | ------------------------- | -------------- |
| DS                   | Gavino Angius         | Abruzzo               | Paolo Brutti              | Umbria         |
| UDC                  | Mario Baccini         | Lazio                 | Amedeo Ciccanti           | Marche         |
| DS                   | Giorgio Benvenuto     | Piemonte              | Giorgio Roilo             | Lombardia      |
| DL                   | Enzo Bianco           | Sicilia               | Franco Bruno              | Calabria       |
| DL                   | Willer Bordon         | Friuli-Venezia Giulia | Luigi Zanda               | Lazio          |
| PRC                  | Lidia Brisca Menapace | Friuli-Venezia Giulia | Giuseppe Di Lello Finuoli | Abruzzo        |
| UDC                  | Rocco Buttiglione     | Lombardia             | Maurizio Eufemi           | Piemonte       |
| UDC                  | Rocco Buttiglione     | Lombardia             | Sandra Monacelli          | Umbria         |
| LN                   | Roberto Calderoli     | Piemonte              | Massimo Polledri          | Emilia-Romagna |
| Insieme con l'Unione | Armando Cossutta      | Emilia-Romagna        | Gianpaolo Silvestri       | Lombardia      |
| Insieme con l'Unione | Armando Cossutta      | Emilia-Romagna        | Manuela Palermi           | Toscana        |
| Insieme con l'Unione | Armando Cossutta      | Emilia-Romagna        | Fernando Rossi            | Marche         |
| DL                   | Lamberto Dini         | Toscana               | Egidio Banti              | Liguria        |
| UDC                  | Francesco D'Onofrio   | Veneto                | Mauro Libè                | Emilia-Romagna |
| UDC                  | Francesco D'Onofrio   | Veneto                | Gino Trematerra           | Calabria       |
| UDC                  | Marco Follini         | Campania              | Nedo Lorenzo Poli         | Toscana        |
| UDC                  | Marco Follini         | Campania              | Salvatore Ruggeri         | Puglia         |
| UDC                  | Marco Follini         | Campania              | Massimo Fantola           | Sardegna       |
| DS                   | Nicola Latorre        | Puglia                | Nuccio Iovene             | Calabria       |
| UDC                  | Luca Marconi          | Puglia                | Luigi Maninetti           | Lombardia      |
| UDC                  | Luca Marconi          | Puglia                | Antonio De Poli           | Veneto         |
| DL                   | Franco Marini         | Abruzzo               | Francesco Ferrante        | Umbria         |
| DL                   | Franco Marini         | Abruzzo               | Domenico Fisichella       | Lazio          |
| Udeur                | Clemente Mastella     | Calabria              | Tommaso Barbato           | Campania       |
| AN                   | Altero Matteoli       | Toscana               | Marcello De Angelis       | Abruzzo        |
| FI                   | Marcello Pera         | Emilia-Romagna        | Lorenzo Piccioni          | Piemonte       |
| FI                   | Marcello Pera         | Emilia-Romagna        | Paolo Amato               | Toscana        |
| FI                   | Giuseppe Pisanu       | Campania              | Maria Burani Procaccini   | Lazio          |
| FI                   | Giuseppe Pisanu       | Campania              | Antonio Lorusso           | Puglia         |
| FI                   | Giuseppe Pisanu       | Campania              | Ignazio Manunza           | Sardegna       |
| Insieme con l'Unione | Natale Ripamonti      | Lombardia             | Dino Tibaldi              | Piemonte       |
| FI                   | Lucio Stanca          | Piemonte              | Franco Asciutti           | Umbria         |
| FI                   | Lucio Stanca          | Piemonte              | Giancarlo Pittelli        | Calabria       |
| DL                   | Tiziano Treu          | Veneto                | Paolo Rossi               | Lombardia      |

1. ↑  In seguito all'ulteriore opzione di Loredana De Petris per la circoscrizione Lazio.
2. ↑  In seguito all'ulteriore opzione di Marco Pecoraro Scanio per la circoscrizione Campania.
3. ↑  In seguito all'ulteriore opzione di Luigi Zanda per la circoscrizione Lazio.
4. ↑  In seguito all'ulteriore opzione di Luca Marconi per la circoscrizione Puglia.
5. ↑  In seguito all'ulteriore opzione di Paola Binetti per la circoscrizione Lombardia.

## Modifiche intervenute

### Modifiche intervenute nella composizione del Senato
| Uscente                       | Subentrante          | Data cessazione | Data subentro | Gruppo subentrante |
| ----------------------------- | -------------------- | --------------- | ------------- | ------------------ |
| Giorgio Napolitano (L'Ulivo)  | –                    | 15.05.2006      | A vita        | –                  |
| –                             | Carlo Azeglio Ciampi | 15.05.2006      | A vita        | Misto              |
| Giancarlo Galan               | Pierantonio Zanettin | 12.07.2006      | 12.07.2006    | FI                 |
| Roberto Formigoni             | Antonio Del Pennino  | 12.07.2006      | 12.07.2006    | Misto              |
| Alberto Maritati              | Donato Piglionica    | 12.07.2006      | 12.07.2006    | L'Ulivo            |
| Nicola Mancino                | Aniello Palumbo      | 24.07.2006      | 24.07.2006    | L'Ulivo            |
| Salvatore Cuffaro             | Francesco Pionati    | 24.07.2006      | 24.07.2006    | UDC                |
| Ignazio Manunza (DCA-PRI-MPA) | Fedele Sanciu        | 23.08.2006      | 23.08.2006    | FI                 |
| Luigi Malabarba               | Haidi Giuliani       | 11.10.2006      | 11.10.2006    | PRC                |
| Filippo Bubbico               | Salvatore Adduce     | 25.10.2006      | 25.10.2006    | L'Ulivo            |
| Roberto Pinza                 | Luca Marcora         | 26.10.2006      | 26.10.2006    | L'Ulivo            |
| Angelo Michele Iorio          | Luigi Di Bartolomeo  | 21.11.2006      | 21.11.2006    | FI                 |
| Gianni Vernetti               | Lorenzo Ria          | 04.07.2007      | 04.07.2007    | L'Ulivo            |
| Goffredo Bettini              | Pietro Larizza       | 28.11.2007      | 28.11.2007    | L'Ulivo            |

### Modifiche intervenute nella composizione dei gruppi

#### L'Ulivo
- Ad inizio legislatura aderiscono al gruppo: 61 dei 62 senatori eletti nei Democratici di Sinistra (non aderisce Aniello Formisano, eletto in quota IdV); i 39 eletti nella Margherita; il senatore eletto nell'Ulivo nella circoscrizione Molise (Augusto Massa, in quota DS); 2 dei 3 senatori eletti nella lista SVP-L'Unione (Claudio Molinari, in quota DL, e Giorgio Tonini, in quota DS, mentre Oskar Peterlini, eletto in quota SVP, aderisce al gruppo misto); i 4 senatori eletti nella lista dell'Unione nella circoscrizione Estero (Claudio Micheloni, in quota DS, nonché Edoardo Pollastri, Renato Guerino Turano e Nino Randazzo, in quota DL). Aderisce altresì al gruppo il senatore a vita Giorgio Napolitano (in quota DS).
- In data 17.05.2006 lasciano il gruppo Daniele Bosone, Claudio Molinari, Accursio Montalbano, Magda Negri, Simonetta Rubinato e Giorgio Tonini, che aderiscono al gruppo Per le Autonomie.
- In data 01.05.2007 lascia il gruppo Roberto Barbieri, che aderisce al gruppo misto.
- In data 15.05.2007 lasciano il gruppo Gavino Angius, Giovanni Battaglia, Giovanni Bellini, Paolo Brutti, Piero Di Siena, Guido Galardi, Nuccio Iovene, Giorgio Mele, Silvana Pisa, Cesare Salvi e Massimo Villone, che aderiscono a Sinistra Democratica.
- In data 28.05.2007 lascia il gruppo Bartolo Fazio, che aderisce al gruppo Per le Autonomie.
- In data 11.06.2007 aderisce al gruppo Marco Follini, proveniente dall'Italia di Mezzo.
- In data 14.10.2007 lascia il gruppo Domenico Fisichella, che aderisce al gruppo misto.
- In data 26.11.2007 lasciano il gruppo Willer Bordon, Natale D'Amico, Lamberto Dini, Roberto Manzione e Giuseppe Scalera, che aderiscono al gruppo misto.
- In data 27.11.2007 il gruppo assume la denominazione di Partito Democratico - L'Ulivo.
- In data 07.02.2008 aderisce al gruppo Stefano Cusumano, proveniente dall'Udeur.

#### Forza Italia
- Ad inizio legislatura aderisce al gruppo Giacomo Santini (Casa delle Libertà Trentino); non aderiscono al gruppo Mauro Cutrufo, Gianfranco Rotondi, che aderiscono alla Democrazia Cristiana per le Autonomie e Giuseppe Saro, che aderisce al Movimento per le Autonomie.
- In data 29.05.2006 lasciano il gruppo Roberto Antonione, Antonio Girfatti, Ignazio Manunza, Piergiorgio Massidda, Giacomo Santini e Giorgio Stracquadanio, che aderiscono al gruppo DCA-PRI-MPA.
- In data 06.03.2007 aderisce al gruppo Roberto Antonione, proveniente dal gruppo DCA-PRI-MPA.
- In data 06.03.2007 lascia il gruppo Enrico Pianetta, che aderisce al gruppo DCA-PRI-MPA.
- In data 30.07.2007 aderisce al gruppo Gustavo Selva, proveniente da Alleanza Nazionale.
- In data 30.10.2007 aderisce al gruppo Albertino Gabana, proveniente dal gruppo misto.

#### Alleanza Nazionale
- In data 29.07.2007 lasciano il gruppo Stefano Losurdo, Francesco Storace, che aderiscono a La Destra, e Gustavo Selva, che aderisce a Forza Italia.
- In data 13.09.2007 lascia il gruppo Stefano Morselli, che aderisce a La Destra.

#### Rifondazione Comunista
- In data 23.02.2007 lascia il gruppo Franco Turigliatto, che aderisce a Sinistra Critica.

#### Unione dei Democratici Cristiani e di Centro
- In data 18.10.2006 lascia il gruppo Marco Follini, che aderisce all'Italia di Mezzo.
- In data 03.02.2008 lascia il gruppo Mario Baccini, che aderisce al Movimento Federativo Civico Popolare.
- In data 13.03.2008 lascia il gruppo Maurizio Eufemi, che aderisce al gruppo Verso il PPE.

#### Lega Nord
- Ad inizio legislatura aderisce al gruppo Sergio Divina (Casa delle Libertà Trentino); non aderisce al gruppo Giovanni Pistorio, che aderisce al Movimento per l'Autonomia.
- In data 09.05.2007 lascia il gruppo Albertino Gabana, che aderisce al gruppo misto.

#### Insieme con l'Unione
- Al gruppo aderiscono i senatori eletti nella lista omonima, segnatamente: i 6 senatori eletti in quota Federazione dei Verdi (Mauro Bulgarelli, Loredana De Petris, Anna Donati, Marco Pecoraro Scanio, Natale Ripamonti e Gianpaolo Silvestri); i 5 senatori eletti in quota Partito dei Comunisti Italiani (Armando Cossutta, Manuela Palermi, Maria Agostina Pellegatta, Fernando Rossi e Dino Tibaldi).
- In data 27.02.2007 lascia il gruppo Fernando Rossi, che aderisce al Movimento Politico dei Cittadini.

#### Per le Autonomie
- In data 18.05.2006 si costituisce come gruppo autonomo a seguito dell'adesione di Oskar Peterlini, Manfred Pinzger, Helga Thaler Ausserhofer, Carlo Perrin, già iscritti al medesimo gruppo; Daniele Bosone, Claudio Molinari, Accursio Montalbano, Magda Negri, Simonetta Rubinato e Giorgio Tonini, provenienti da L'Ulivo.
- In data 15.05.2007 lascia il gruppo Accursio Montalbano, che aderisce a Sinistra Democratica.
- In data 29.05.2007 aderisce al gruppo Bartolo Fazio, proveniente da L'Ulivo.

#### Democrazia Cristiana per le Autonomie - PRI - MPA
- In data 30.05.2006 si costituisce come gruppo autonomo a seguito dell'adesione di Mauro Cutrufo, Gianfranco Rotondi, provenienti dalla Democrazia Cristiana per le Autonomie; Giovanni Pistorio, Giuseppe Saro, provenienti dal Movimento per l'Autonomia; Roberto Antonione, Antonio Girfatti, Ignazio Manunza, Piergiorgio Massidda, Giacomo Santini e Giorgio Stracquadanio, provenienti da Forza Italia.
- In data 01.09.2006 aderisce al gruppo Antonio Del Pennino, proveniente dal gruppo misto.
- In data 06.03.2007 lascia il gruppo Roberto Antonione, che aderisce a Forza Italia.
- In data 07.03.2007 aderisce al gruppo Enrico Pianetta, proveniente da Forza Italia.

#### Sinistra Democratica
- In data 16.05.2007 si costituisce come gruppo a seguito dell'adesione di Gavino Angius, Giovanni Battaglia, Giovanni Bellini, Paolo Brutti, Piero Di Siena, Guido Galardi, Nuccio Iovene, Giorgio Mele, Silvana Pisa, Cesare Salvi Massimo Villone, provenienti da L'Ulivo, e Accursio Montalbano, proveniente dal gruppo Per le Autonomie.
- In data 01.10.2007 lasciano il gruppo Gavino Angius e Accursio Montalbano, che aderiscono alla Costituente Socialista.

#### Gruppo misto

##### Italia dei Valori
- Ad inizio legislatura aderisce Aniello Formisano, eletto nella lista dei DS.
- In data 24.09.2006 lascia il gruppo Sergio De Gregorio, che aderisce al gruppo Italiani nel Mondo.
- In data 30.10.2006 lascia il gruppo Franca Rame, che aderisce al gruppo misto.

##### Unione Democratici per l'Europa
- In data 06.02.2008 lascia il gruppo Stefano Cusumano, che aderisce al Partito Democratico.

##### Per le Autonomie
- Ad inizio legislatura aderiscono al gruppo i 2 senatori eletti nella lista della Südtiroler Volkspartei (Manfred Pinzger e Helga Thaler Ausserhofer), il senatore eletto nella lista SVP - L'Unione (Oskar Peterlini) e il senatore eletto nella lista Autonomie Liberté Démocratie (Carlo Perrin).
- In data 18.05.2006 si costituisce come gruppo autonomo.

##### Italiani nel Mondo
- In data 25.09.2006 si costituisce come componente a seguito dell'adesione di Sergio De Gregorio, proveniente dall'Italia dei Valori.

##### Italia di Mezzo
- In data 19.10.2006 si costituisce come componente a seguito dell'adesione di Marco Follini, proveniente dall'Unione dei Democratici Cristiani e di Centro.
- In data 10.06.2007 la componente si scioglie a seguito dell'adesione di Marco Follini a L'Ulivo.

##### Sinistra Critica
- In data 23.02.2007 si costituisce come componente a seguito dell'adesione di Franco Turigliatto, proveniente da Rifondazione Comunista.

##### Movimento Politico dei Cittadini
- In data 27.02.2007 si costituisce come componente autonoma a seguito dell'adesione di Fernando Rossi, proveniente dal gruppo Insieme con l'Unione.

##### Costituente Socialista
- In data 18.07.2007 si costituisce come componente a seguito dell'adesione di Roberto Barbieri, proveniente dal gruppo misto.
- In data 01.10.2007 aderisono al gruppo Gavino Angius e Accursio Montalbano, provenienti da Sinistra Democratica.

##### La Destra
- In data 29.07.2007 si costituisce come componente a seguito dell'adesione di Stefano Losurdo e Francesco Storace, provenienti da Alleanza Nazionale.
- In data 13.09.2007 aderisce al gruppo Stefano Morselli, proveniente da Alleanza Nazionale.

##### Liberal Democratici
- In data 10.12.2007 si costituisce come componente autonoma a seguito dell'adesione di Lamberto Dini, Natale D'Amico e Giuseppe Scalera, provenienti dal gruppo misto.

##### Unione Democratica
- In data 18.12.2007 si costituisce come componente autonoma a seguito dell'adesione di Willer Bordon e Roberto Manzione, provenienti dal gruppo misto.

##### Movimento Federativo Civico Popolare
- In data 04.02.2008 si costituisce come componente a seguito dell'adesione di Mario Baccini, proveniente dall'Unione dei Democratici Cristiani e di Centro.

##### Verso il PPE
- In data 13.03.2008 si costituisce come componente a seguito dell'adesione di Maurizio Eufemi, proveniente dall'Unione dei Democratici Cristiani e di Centro.

##### Non iscritti
- Ad inizio legislatura aderisce al gruppo Luigi Pallaro (Associazioni Italiane in Sud America).
- In data 30.09.2007 aderisce al gruppo Franca Rame, proveniente dall'Italia dei Valori.
- In data 14.10.2007 aderisce al gruppo Domenico Fisichella, proveniente da L'Ulivo.

## Organizzazione interna ai gruppi
| Gruppo                 | Presidente                | Vicepresidenti                                                                     | Segretari                                         |
| ---------------------- | ------------------------- | ---------------------------------------------------------------------------------- | ------------------------------------------------- |
| L'Ulivo                | - Anna Finocchiaro        | - Nicola Latorre Vicepresidente vicario: - Luigi Zanda                             | –                                                 |
| Forza Italia           | - Renato Schifani         | - Maria Elisabetta Alberti Casellati - Gianpiero Cantoni                           | –                                                 |
| Alleanza Nazionale     | - Altero Matteoli         | - Alfredo Luigi Mantica - Oreste Tofani Vicepresidente vicario: - Domenico Nania   | –                                                 |
| Rifondazione Comunista | - Giovanni Russo Spena    | - Rina Gagliardi - Tommaso Sodano                                                  | - Tommaso Sodano                                  |
| UDC                    | - Francesco D'Onofrio     | - Amedeo Ciccanti Vicepresidente vicario: - Tomaso Zanoletti                       | Segretario amministrativo: - Gino Trematerra      |
| Lega Nord              | - Roberto Castelli        | - Paolo Franco - Dario Galli                                                       | Segretario amministrativo: - Piergiorgio Stiffoni |
| Insieme con l'Unione   | - Manuela Palermi         | - Natale Ripamonti                                                                 | - Mauro Bulgarelli                                |
| DCA-PRI-MPA            | - Mauro Cutrufo           | - Piergiorgio Massidda - Giovanni Pistorio                                         | –                                                 |
| Per le Autonomie       | - Oskar Peterlini         | –                                                                                  |                                                   |
| Sinistra Democratica   | - Cesare Salvi            | - Silvana Pisa                                                                     | - Paolo Brutti                                    |
| Misto                  | - Aniello Formisano (IdV) | - Tommaso Barbato (Udeur) - Stefano Losurdo (La Destra) - Accursio Montalbano (PS) | - Fabio Giambrone (IdV)                           |